# Mausoleo Ming Xiao
Il Mausoleo Ming Xiao, in Cinese: 明孝陵; pinyin: Míng Xiào Líng; sorge ai piedi del versante meridionale della Montagna Purpurea, appena a est di Nanchino, in Cina.
Voluto dall'imperatore Hongwu, fondatore della Dinastia Ming, e dall'imperatrice Xiaoci, è una delle gigantesche necropoli imperiali cinesi. Dal 2003 è stato aggiunto alla lista delle Tombe imperiali delle dinastie Ming e Qing, iscritta al Patrimonio dell'umanità dell'UNESCO.

## Storia
Nel 1379 l'imperatore Hongwu, fondatore della Dinastia Ming, iniziò la costruzione del suo mausoleo. Nel 1382 la consorte, l'imperatrice Ma, morì e venne inumata in questo luogo. Più tardi l'imperatrice ricevette il nome postumo di Xiaoci (Pietà e Bontà), che conferirà al luogo il suo nome attuale di Mausoleo Ming-Xiao.
Sedici anni più tardi, nel 1398, il mausoleo accolse anche la salma dell'imperatore, insieme alla quale vennero interrate, vive, anche una dozzina di favorite e 46 dame d'onore.
Tuttavia la costruzione della tomba non era ancora finita, infatti verrà portata a termine nel 1405 dal figlio, l'imperatore Yongle. Il cantiere necessitò della mobilitazione di 100.000 uomini, fra operai e soldati.
Questo maestoso mausoleo ruppe le tradizioni del passato e gettò le basi di una nuova concezione di tombe che si è perpetuata nelle future Tombe della dinastia Ming nei pressi di Pechino, per quella di Xianling e quelle dei Qing occidentali e orientali.
Purtroppo l'usura del tempo e la Rivolta dei Taiping distrussero gran parte dei palazzi e dei padiglioni dalla struttura lignea, e della cinta muraria, allora lunga più di 22 km, che lo circondava. Dalle fondamenta in pietra rimaste si può ricostruire la disposizione dei diversi edifici. Il sito venne restaurato sotto l'imperatore Tongzhi.

## Sito
La tomba è situata ai piedi del picco Wanzhu, nel versante meridionale della Montagna Purpurea, 2 km a est della porta Zhongshan della città di Nanchino, antica capitale della Cina all'epoca della costruzione del monumento. 
La posizione geografica venne attentamente scelta secondo i principi della geomanzia (Feng shui).

## Descrizione
Il vasto complesso si estende su più di 130 ettari e accoglie numerosi edifici dall'architettura e decorazione tradizionali disposti secondo le precise regole cinesi della gerarchia. 
Dalla cosiddetta Da Jin Men (Grande Porta d'Oro) a tre fornici, si entra nel sito e si trova i muri del Padiglione della città quadrata ove è accolta la celebre Tartaruga sacra che supporta una stele alta ben 6,70 metri, la più alta della Cina.

### La "Via degli Spiriti"
Inizia la Via degli Spiriti, sinuosa strada sacra lunga circa 1.800 metri destinata alle cerimonie reali e al passaggio degli spiriti dei defunti. Lungo la via sono disposte numerose sculture monolitiche in pietra: 12 per lato raffigurano animali reali e mitologici (leoni, cammelli, elefanti, cavalli, unicorni e chimere) e 4 statue per lato di mandarini civili e militari.
Un Pailou, ricostruito nel 2006, segna la fine della Via sacra.

### Mausoleo
Oltre un piccolo ponte in pietra una via rettilinea conduce alla rossa Wénwù mén (Porta dei Cimeli culturali), entrata al Mausoleo.
Più porte, muri, torri e ponti si attraversano fino ad arrivare al Grande tumulo. Quest'ultimo, dalla forma conica e ricoperto di pini, misura 400 metri di diametro e 129 d'altezza e sovrasta un palazzo sotterraneo che accoglie la tomba imperiale.
La leggenda vuole che per mantenere nascosto il punto esatto della tomba imperiale, al fine di impedire profanazioni e saccheggi, partirono contemporaneamente 13 cortei funebri identici da Nachino, uno da ogni porta cittadina. Ma uno solo era il vero carro funebre, e nessuno poteva sapere quale.
Dal 1997 le autorità cinesi del patrimonio culturale iniziarono delle perlustrazioni e studi del tumulo attraverso sondaggi magnetici, localizzazioni satellitari e altre tecniche ultra-moderne. 
I dati ottenuti permisero di localizzare esattamente il sito del palazzo sotterraneo e la tomba di Hongwu. Sarebbe interrato a diverse decine di metri sotto il tumulo, e il palazzo sotterraneo sarebbe in buono stato.

Mausoleo Ming-Xiao
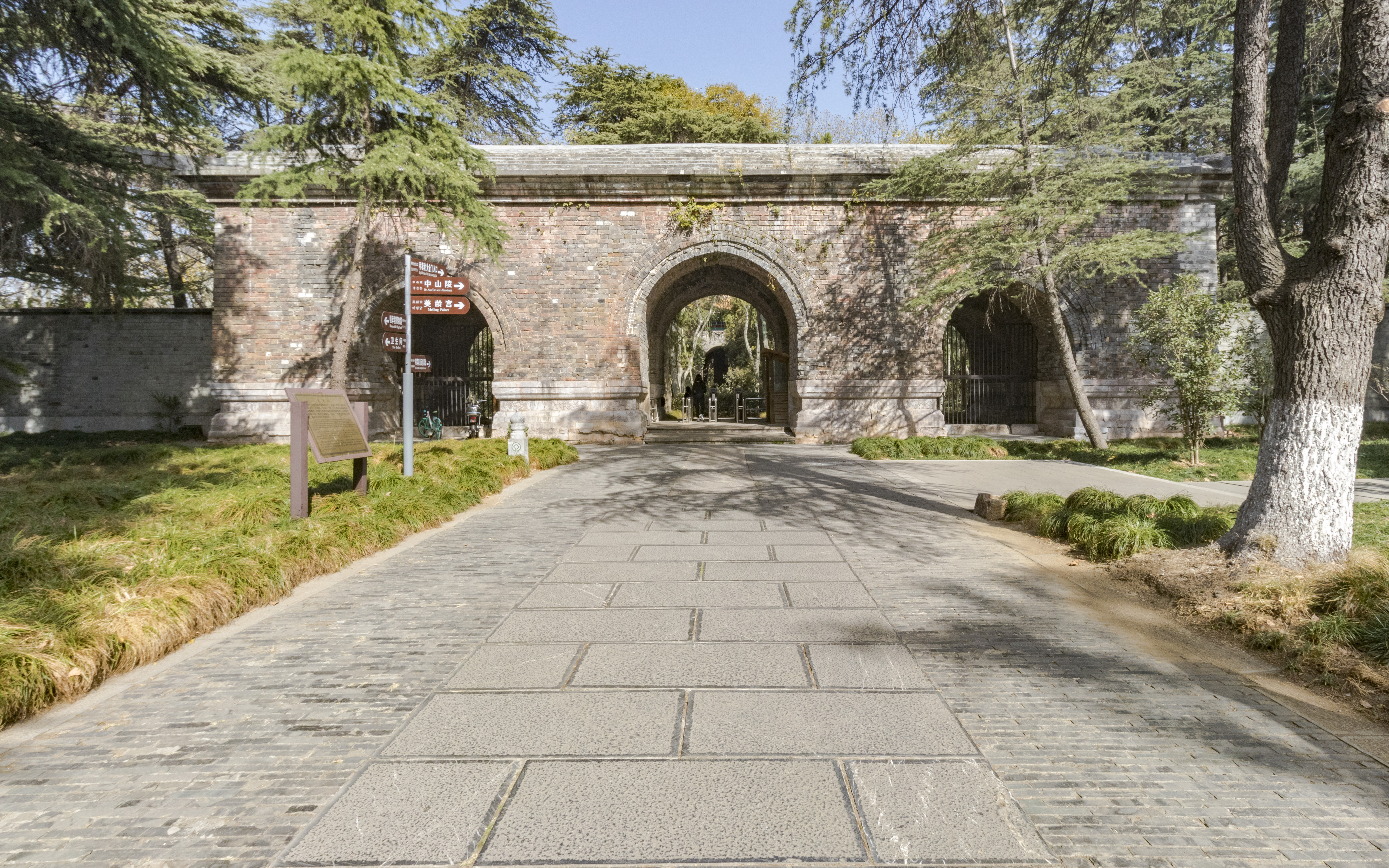
La Grande Porta d'Oro
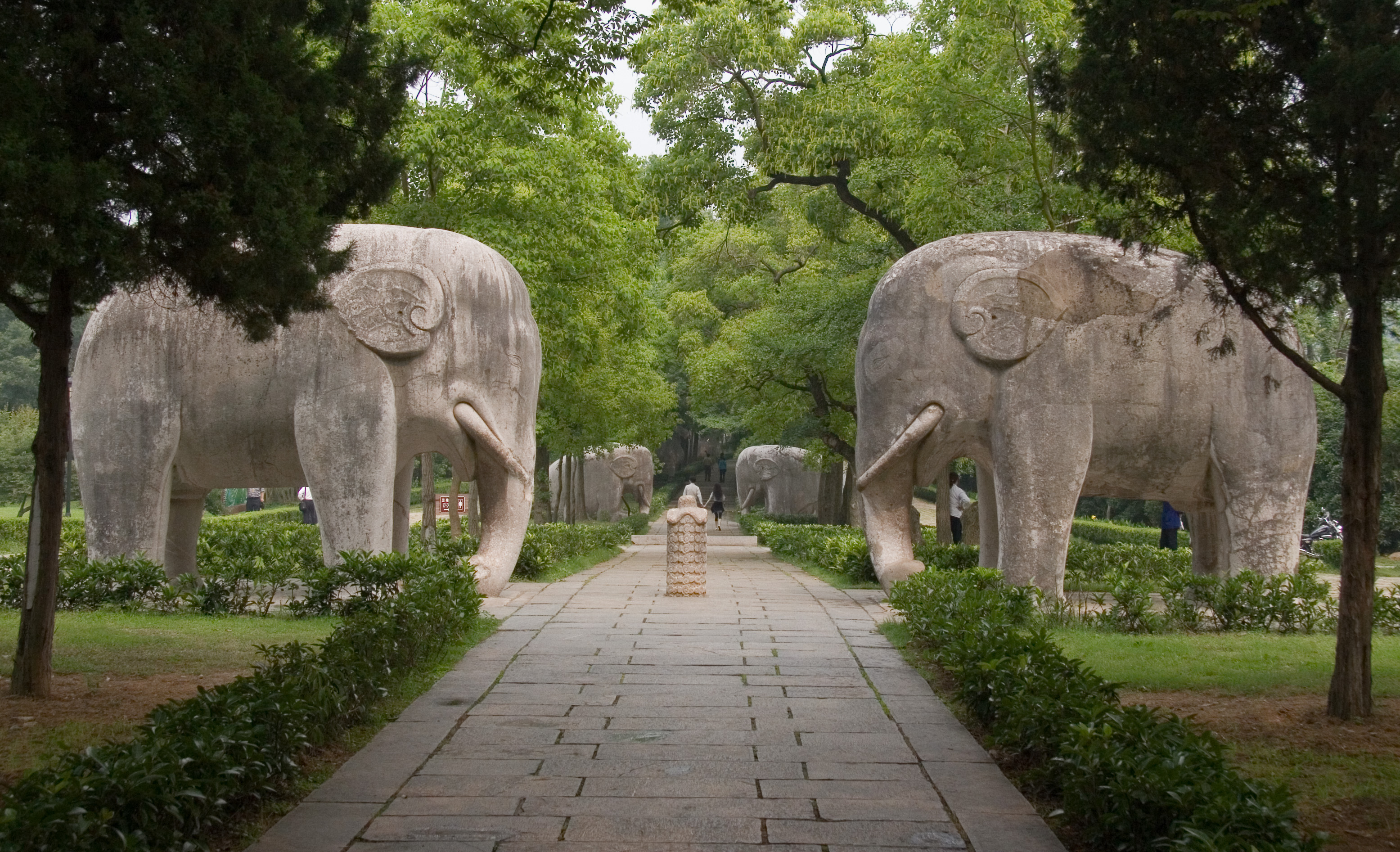
La Via degli Spiriti
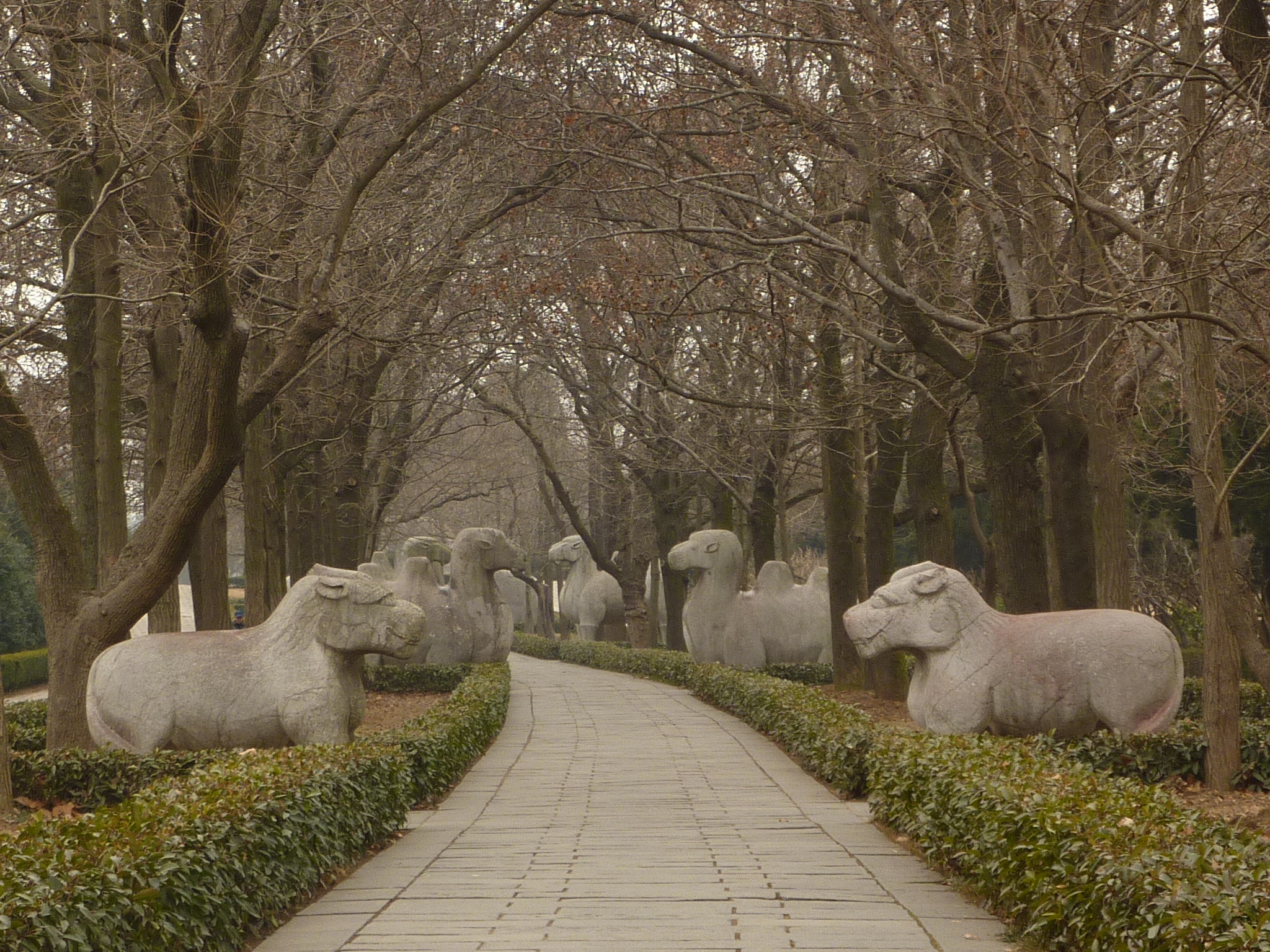
La Via degli Spiriti
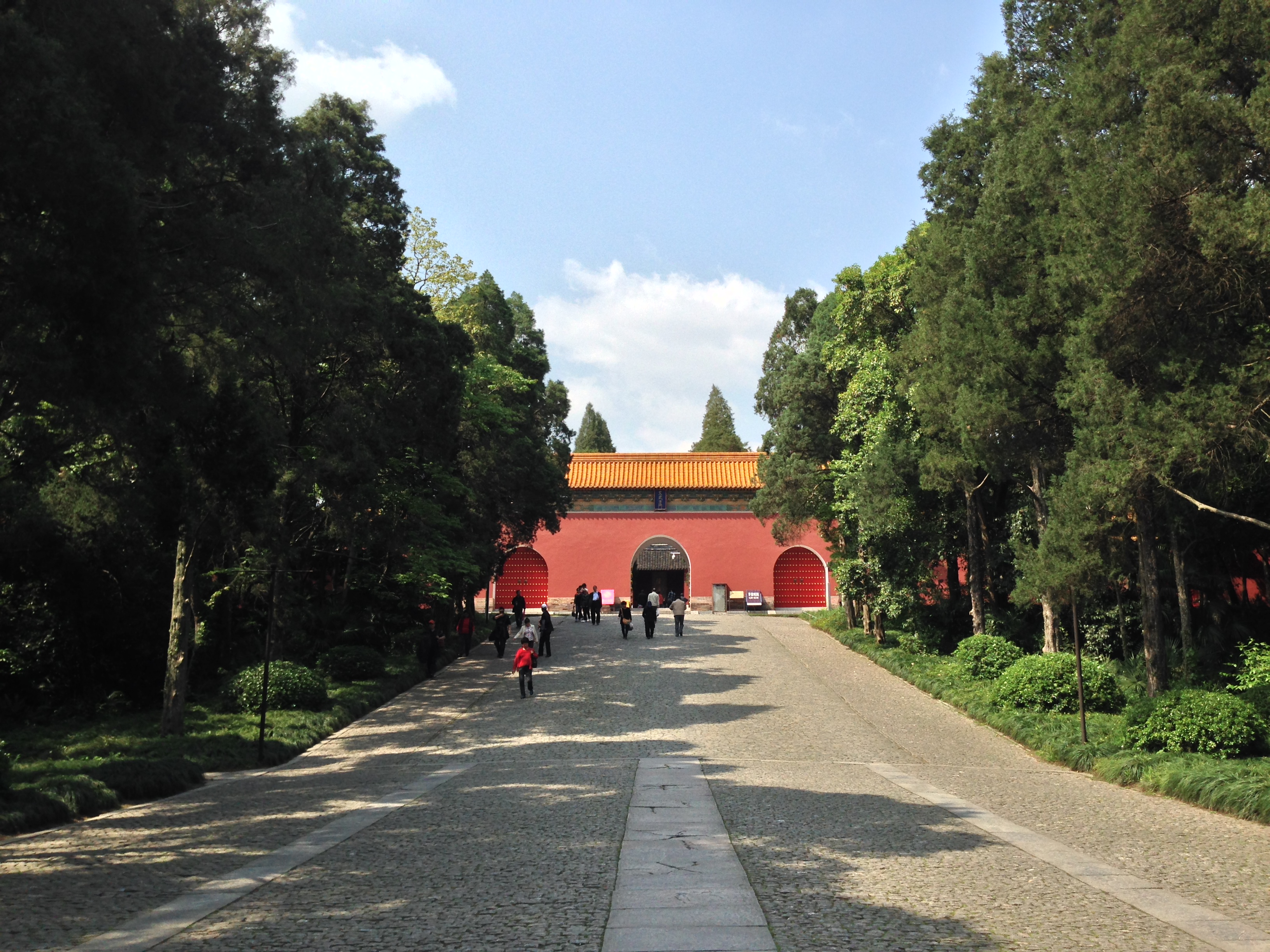
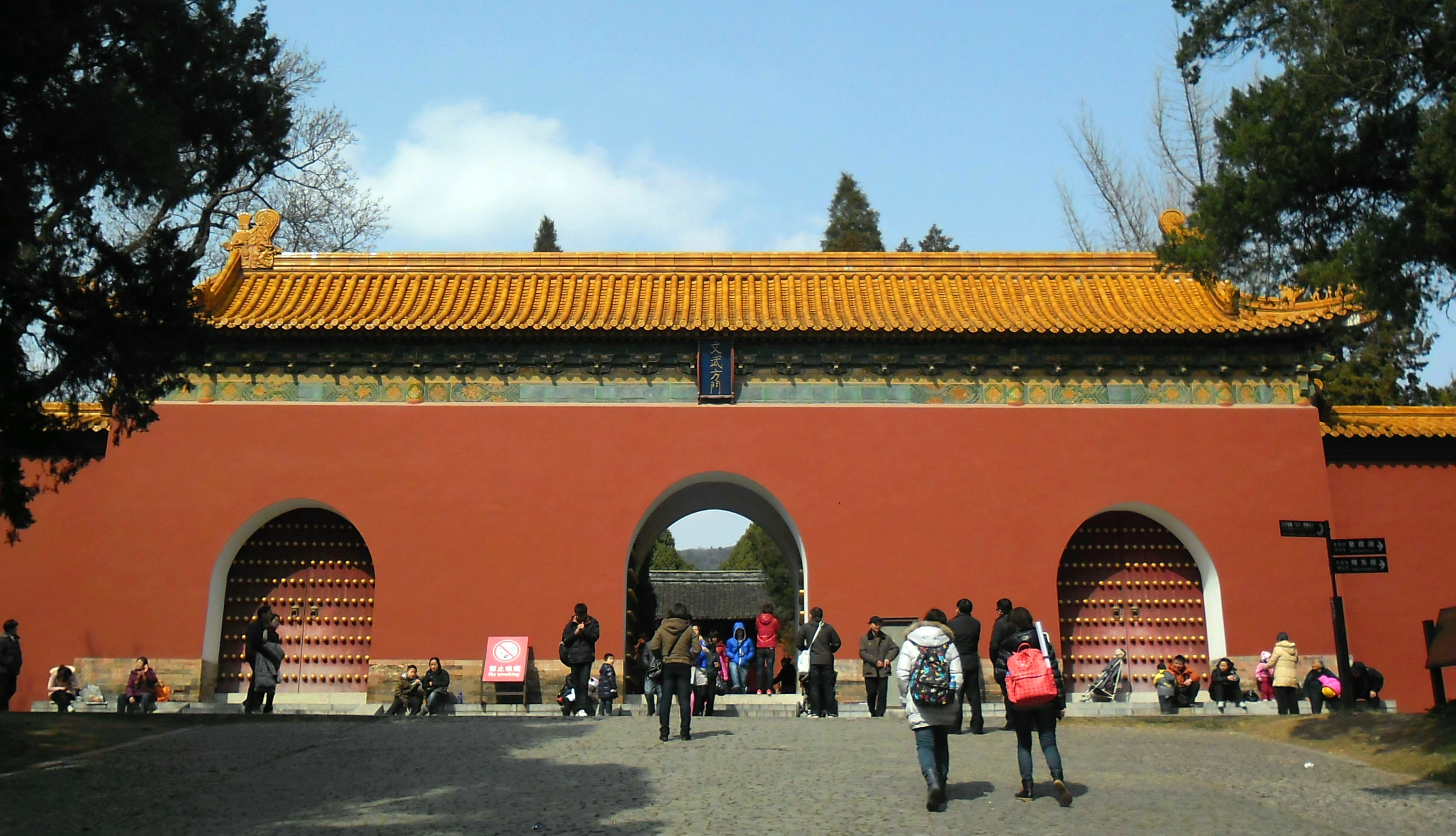
La Porta Wenwu